# Baseball aux Jeux du Pacifique de 2011
L'épreuve de baseball des Jeux du Pacifique de 2011 se déroule à Nouméa en Nouvelle-Calédonie (France) du 29 août au 8 septembre 2011.
Seul un tournoi masculin est disputé. Les rencontres se jouent au stade de baseball de Mont-Dore,.
Les Îles Mariannes du Nord s'imposent 8-4 en finale face au Guam.

## Participants
Six équipes participent à cette édition :
- Fidji
- Guam
- Îles Mariannes du Nord
- Nouvelle-Calédonie
- Palaos
- Samoa américaines

## Format du tournoi

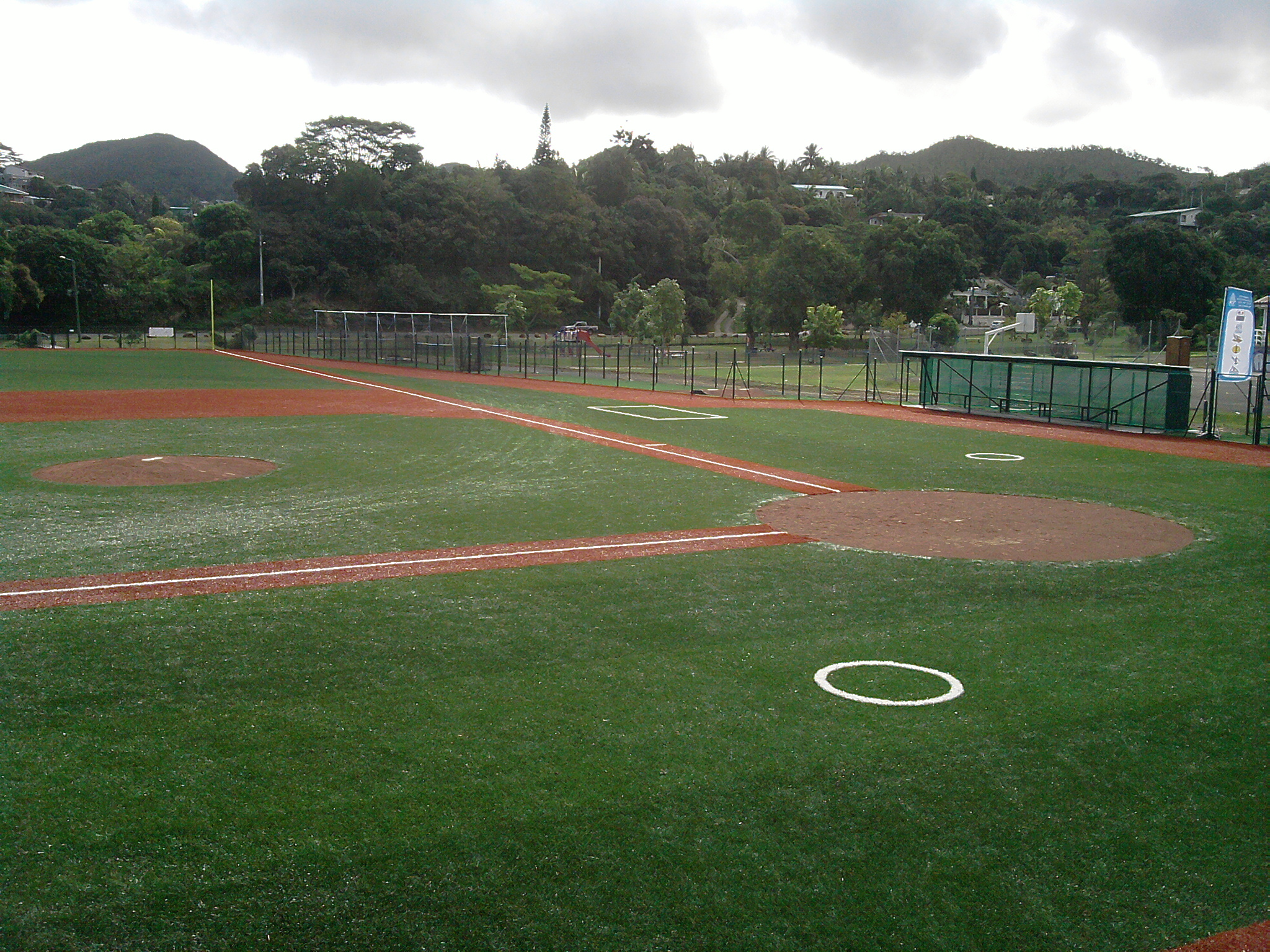
Terrain de Baseball de Robinson

Au premier tour, les équipes s'affrontent dans une poule unique au format round robin double. Les quatre premiers sont qualifiés pour des demi-finales croisées et finales.
La règle du frappeur désigné est autorisée. Si une équipe mène par dix points d'écart à partir de la 5e manche (ou suivante), le match est arrêté en vertu de la mercy rule.

## Site sportif
Le terrain de Baseball de Robinson, au Mont-Dore, est le premier du genre en Nouvelle-Calédonie. Il comporte un « diamant » (une des aires de jeu)  aux dimensions réglementaires et des tribunes. La surface du terrain est en herbe synthétique sauf pour le monticule du lanceur et de la zone de marbre qui sont en sable.

## Phase de poule

### Résultats

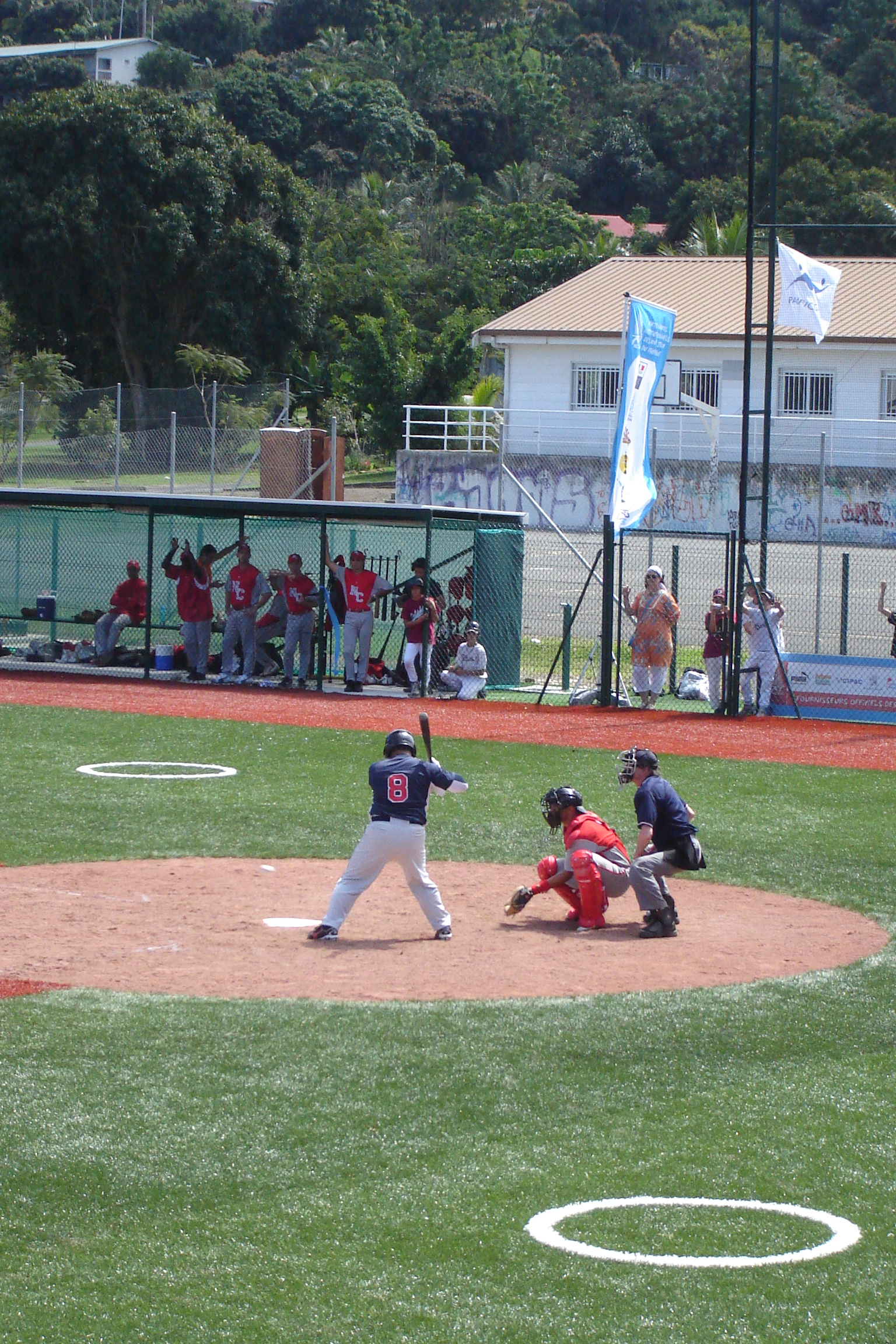
La Nouvelle-Calédonie s'incline 3-1 face à Guam en phase de poule.

| 29 août 2011 | Nouvelle-Calédonie | 1 - 3 Boxscore | Guam | Mont-Dore, Nouvelle-Calédonie Affluence: 200 |

| 29 août 2011 | Fidji | 8 - 3 Boxscore | Samoa américaines | Mont-Dore, Nouvelle-Calédonie Affluence: 125 |

| 30 août 2011 | Palaos | 0 - 1 Boxscore | Îles Mariannes du Nord | Mont-Dore, Nouvelle-Calédonie Affluence: 50 |

| 30 août 2011 | Guam | 11 - 1 Boxscore | Fidji | Mont-Dore, Nouvelle-Calédonie Affluence: 25 |

| 31 août 2011 | Samoa américaines | 0 - 12 Boxscore | Palaos | Mont-Dore, Nouvelle-Calédonie |

| 31 août 2011 | Îles Mariannes du Nord | 2 - 3 Boxscore | Nouvelle-Calédonie | Mont-Dore, Nouvelle-Calédonie |

| 1er septembre 2011 | Palaos | 13 - 1 Boxscore | Fidji | Mont-Dore, Nouvelle-Calédonie |

| 1er septembre 2011 | Nouvelle-Calédonie | 9 - 2 Boxscore | Samoa américaines | Mont-Dore, Nouvelle-Calédonie |

| 2 septembre 2011 | Îles Mariannes du Nord | 5 - 6 Boxscore | Guam | Mont-Dore, Nouvelle-Calédonie |

| 2 septembre 2011 | Palaos | 2 - 1 Boxscore | Nouvelle-Calédonie | Mont-Dore, Nouvelle-Calédonie |

| 3 septembre 2011 | Samoa américaines | 4 - 9 Boxscore | Îles Mariannes du Nord | Mont-Dore, Nouvelle-Calédonie |

| 3 septembre 2011 | Guam | 2 - 4 Boxscore | Palaos | Mont-Dore, Nouvelle-Calédonie |

| 3 septembre 2011 | Nouvelle-Calédonie | 9 - 1 Boxscore | Fidji | Mont-Dore, Nouvelle-Calédonie |

| 5 septembre 2011 | Fidji | 1 - 2 Boxscore | Îles Mariannes du Nord | Mont-Dore, Nouvelle-Calédonie |

| 5 septembre 2011 | Guam | 11 - 2 Boxscore | Samoa américaines | Mont-Dore, Nouvelle-Calédonie |

### Classement
| Pl. | Équipe                 | J | V | D    | %    |
| --- | ---------------------- | - | - | ---- | ---- |
| 1   | Palaos                 | 5 | 4 | 1    | .800 |
| 2   | Guam -\| 5             | 4 | 1 | .800 |      |
| 3   | Nouvelle-Calédonie     | 5 | 3 | 2    | .600 |
| 4   | Îles Mariannes du Nord | 5 | 3 | 2    | .600 |
| 5   | Fidji                  | 5 | 1 | 4    | .200 |
| 6   | Samoa américaines      | 5 | 0 | 5    | .000 |

## Phase finale

### Match pour la5eplace
| 6 septembre 2011 | Fidji | 8 - 7 | Samoa américaines | Mont-Dore, Nouvelle-Calédonie |

### Page System
|  | Demi-finales             | Demi-finales            | Demi-finales            |  |   | Médaille de bronze       | Médaille de bronze       | Médaille de bronze       |   |                        | Médaille d'Or       | Médaille d'Or       | Médaille d'Or       |
|  |                          |                         |                         |  |   |                          |                          |                          |   |                        |                     |                     |                     |
|  | 6 septembre 2011 à 13:00 |                         |                         |  |   |                          |                          |                          |   |                        |                     |                     |                     |
|  | 1                        | Guam                    | 4                       |  |   |                          |                          |                          |   |                        | 8 septembre à 10:00 | 8 septembre à 10:00 | 8 septembre à 10:00 |
|  | 2                        | Palaos                  | 0                       |  |   | 7 septembre 2011 à 13:00 | 7 septembre 2011 à 13:00 | 7 septembre 2011 à 13:00 |   |                        | 1                   | Guam                | 4                   |
|  |                          |                         |                         |  | 2 | Palaos                   | 0                        |                          | 4 | Îles Mariannes du Nord | 8                   |                     |                     |
|  | 7 septembre 2011 à 9:00  | 7 septembre 2011 à 9:00 | 7 septembre 2011 à 9:00 |  | 4 | Îles Mariannes du Nord   | 8                        |                          |   |                        |                     |                     |                     |
|  | 3                        | Nouvelle-Calédonie      | 5                       |  |   |                          |                          |                          |   |                        |                     |                     |                     |
|  | 4                        | Îles Mariannes du Nord  | 11                      |  |   |                          |                          |                          |   |                        |                     |                     |                     |

## Classement final
| Pl. | Sélection              |
| --- | ---------------------- |
|     | Îles Mariannes du Nord |
|     | Guam                   |
|     | Palaos                 |
| 4   | Nouvelle-Calédonie     |
| 5   | Fidji                  |
| 6   | Samoa américaines      |